# 銀河英雄伝説@TAKARAZUKA
『銀河英雄伝説@TAKARAZUKA』（ぎんがえいゆうでんせつ アット タカラヅカ）は、田中芳樹著『銀河英雄伝説』を原作とした宝塚歌劇団のミュージカル作品。脚本・演出は小池修一郎。

## 上演記録
2012年 宙組
宝塚大劇場：8月31日-10月8日（新人公演：9月25日）、東京宝塚劇場：10月19日-11月18日（新人公演：11月1日）
NTT東日本・西日本フレッツシアター。
宙組トップコンビ凰稀かなめ・実咲凜音の大劇場お披露目公演。
2013年 宙組
博多座：1月5日-1月28日
前年に引き続き上演。一部キャストが変更された。

## ストーリー
原作の第2巻までを扱っている。原作の複数の戦役・事件・人物を統合している。
21世紀半ば、核戦争によって汚染された地球を捨てた地球人は、宇宙へ飛び出し2801年、銀河連邦が成立した。それから300年後、軍人ルドルフ・フォン・ゴールデンバウムが権力を握り、銀河帝国皇帝として君臨、弱者を徹底的に排除し、強力な専制政治を行った。一方、圧政から逃れ自由を求めた人々は、帝国を脱出し新たに民主主義を掲げ、自由惑星同盟を築く。そして、銀河帝国と自由惑星同盟、二つに分裂した銀河系は終わりの見えない宇宙戦争へと突入する。
銀河帝国と自由惑星同盟は、アスターテ星域において新たな戦いの火蓋を切ろうとしていた。銀河帝国の指揮官はラインハルト・フォン・ローエングラム、対する自由惑星同盟にはヤン・ウェンリーがいた。数において圧倒的に劣る自由惑星同盟に対し、ラインハルトは敵艦隊陣形の隙を突く作戦により戦いを有利に進め、完全勝利目前まで迫る。間一髪、自由惑星同盟軍を全滅から救ったのは、負傷した上官にかわり全艦の指揮を引き継いだヤンであった。
アスターテ会戦での功績によりラインハルトは、下級貴族出身ながら元帥に任命される。その任命式で、ラインハルトはヒルデガルド・フォン・マリーンドルフ（ヒルダ）と出会う。かねてから門閥貴族たちが権力を握る腐敗した社会に批判的な考えをもつヒルダは、新たな強い指導者の必要性を感じており、ラインハルトこそがそれにふさわしいと考えていた。いつか自分も彼の下で国家再建に力を尽くしたいと言うヒルダの熱のこもった言葉はラインハルトの心に深く響いた。
式典後、ラインハルトは部下のジークフリード・キルヒアイスと共に、姉のアンネローゼ・フォン・グリューネワルトの館を訪れた。久々の再会に心を和ませた三人は、幼い時を思い出す。子供のころ、ラインハルトとキルヒアイスはいつも一緒に過ごし、そんな二人をアンネローゼが優しく見守っていた。だがある時、宮内省の役人によってアンネローゼは皇帝フリードリヒ4世の後宮に連れ去られてしまう。最愛の姉を奪われたラインハルトは、いつか皇帝を倒し、アンネローゼを取り戻そうと強く心に誓う。
幾多の功績を積み重ね、ついに諸将を束ねる元帥府を開いたラインハルトは、少壮気鋭の士官たちに加え、参謀にパウル・フォン・オーベルシュタインを任命した。ラインハルトはかつて立てた誓いの実現に向けて新たな一歩を踏み始める。だが、そこには皇帝とその権力に群がる門閥貴族たち、さらにはラインハルトもその才能に一目おく不世出の智将ヤンを擁する自由惑星同盟との戦いが待っていた。
参考資料：宝塚大劇場公演・パンフレット

## 主な配役
| 役名                               | 2012年宙組 | 2012宙組   | 2013年宙組 |
|                                    | 本公演     | 新人公演   | 博多座公演 |
| ---------------------------------- | ---------- | ---------- | ---------- |
| ラインハルト                       | 凰稀かなめ | 蒼羽りく   | 凰稀かなめ |
| ヒルダ                             | 実咲凜音   | 花乃まりあ | 実咲凜音   |
| オーベルシュタイン                 | 悠未ひろ   | 愛月ひかる | 七海ひろき |
| ヤン・ウェンリー                   | 緒月遠麻   | 凛城きら   | 緒月遠麻   |
| キルヒアイス                       | 朝夏まなと | 桜木みなと | 朝夏まなと |
| ロイエンタール                     | 蓮水ゆうや | 春瀬央季   | 澄輝さやと |
| アンスバッハ                       | 凪七瑠海   | 和希そら   | 凛城きら   |
| ラップ少佐                         | 凪七瑠海   |            | 凛城きら   |
| ミッターマイヤー                   | 七海ひろき | 風馬翔     | 蒼羽りく   |
| ブラウンシュヴァイク公爵           | 一樹千尋   | 月映樹茉   | 一樹千尋   |
| リヒテンラーデ                     | 磯野千尋   | 松風輝     | 松風輝     |
| 皇帝フリードリヒⅣ世／ グリーンヒル | 寿つかさ   | 星吹彩翔   | 磯野千尋   |
| ベーネミュンデ侯爵夫人             | 美風舞良   | 瀬音リサ   | 美風舞良   |
| ドミニク                           | 大海亜呼   | すみれ乃麗 | 大海亜呼   |
| ジェシカ                           | 純矢ちとせ | 彩花まり   | 純矢ちとせ |
| アンネローゼ                       | 愛花ちさき | 伶美うらら | 愛花ちさき |
| ルビンスキー                       | 鳳樹いち   | 美月悠     | 鳳樹いち   |
| マリーンドルフ伯爵                 | 天風いぶき | 留美絢     | 星月梨旺   |
| サビーネ                           | 花里まな   | 愛白もあ   |            |
| ビッテンフェルト                   | 澄輝さやと | 実羚淳     | 風馬翔     |
| エリザベート                       | 綾瀬あきな | 雪乃心美   | 真みや涼子 |
| フレデリカ                         | すみれ乃麗 | 瀬戸花まり | 瀬戸花まり |
| フレーゲル男爵                     | 月映樹茉   | 星月梨旺   | 桜木みなと |
| ルッツ                             | 凛城きら   | 朝央れん   | 美月悠     |
| グレーザー（医師）                 | 松風輝     | 水香依千   | 星月梨旺   |
| ワーレン                           | 愛月ひかる | 七生眞希   | 春瀬央季   |
| トリューニヒト                     | 星吹彩翔   | 留依蒔世   | 星吹彩翔   |
| ケンプ                             | 蒼羽りく   | 秋奈るい   | 七生眞希   |
| リンチ                             | 美月悠     | 貴姿りょう | 和希そら   |
| オフレッサー                       | 風馬翔     |            | 実羚淳     |
| ユリアン                           | 伶美うらら | 秋音光     | 花乃まりあ |
| ラインハルト（少年時代）           | 彩花まり   | 彩花まり   | 彩花まり   |
| キルヒアイス（少年時代）           | 真みや涼子 | 真みや涼子 | 真みや涼子 |
| アンネローゼ（少女時代）           | 瀬音リサ   | 瀬音リサ   | 瀬音リサ   |

＊（）内は新人公演キャスト。不明点は空白とする。

## 主なスタッフ
- 脚本・演出：小池修一郎
- 作曲・編曲：太田健
- 振付：御織ゆみ乃、若央りさ、桜木涼介、SHUN
- 装置：大橋泰弘
- 衣装：有村淳
- 照明：勝柴次朗
- 歌唱指導：楊淑美
- 映像：奥秀太郎
- 演奏：宝塚歌劇オーケストラ
- 制作：谷風宗範

## 参考資料及び外部リンク
- 宝塚大劇場公演（宝塚公式）
- 東京宝塚劇場公演（宝塚公式）
- 博多座公演（宝塚公式）
- 宝塚クリエイティブアーツ版公式ホームページ